# پاتاکای ماکائو
پاتاکای ماکائو (به انگلیسی: Macanese pataca) (به زبان بومی: 澳門圓) با کد ایزوی MOP (num. ۴۴۶)، یکای پول رایج در کشور ماکائو است. مسئولیت کنترل این یکای پول برعهدهٔ مرجع پولی ماکائو قرار دارد.